# Pneumatická tramvaj

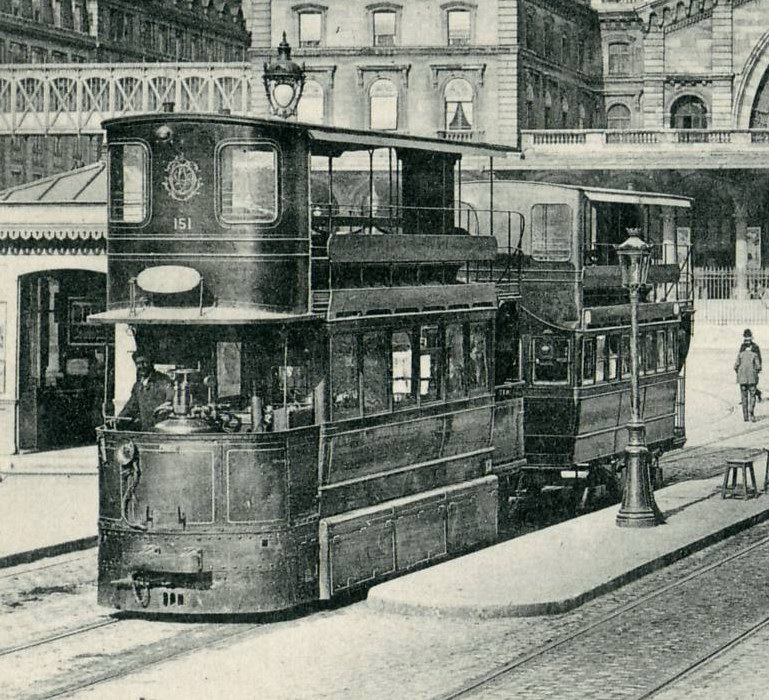
Pneumatická tramvaj typu Mékarski roku 1900 u Východního nádraží v Paříži

Pneumatická tramvaj, poháněná stlačeným vzduchem ze zásobníků doplňovaných v plnicích stanicích na trati, jezdila na přelomu 19. a 20. století. Za vynálezce tramvaje na stlačený vzduch je považován francouzský inženýr polského původu Louis Mékarski (v polštině uváděn jako Ludwik Mękarski, žil v letech 1843–1923), který vyšel z již dříve využívaného systému akumulační parní lokomotivy. Vzduchový motor fungoval na podobném principu jako parní, ale místo páry v něm působil stlačený vzduch. Ten byl v motoru přihříván koksovým topením, které vyrovnávalo zchlazení způsobené expanzí. Nádoby na stlačený vzduch o síle stěny až 13,5 mm byly uloženy v podvozku, vzduch byl stlačen až na 50 barů.

## Uplatnění
Zkušební provoz započal roku 1876, linka v Nantes byla zahájena 12. února 1879 a Mékarski se stal ředitelem tamního tramvajového podniku. Pneumatické tramvaje byly provozovány například v Paříži, na trati od Louvru do měst Saint Cloud, Sèvres a Versailles. Provozovatelem byla společnost Compagnie générale des omnibus (CGO). Ačkoliv první elektrifikovaná pařížská tramvajová trať byla zprovozněna již roku 1881, s elektrifikací stávajících tratí se nespěchalo, například provoz koněspřežné tramvaje byl ukončen až 12. ledna 1913.
Systém Mékarski byl použit na těchto tramvajových tratích a systémech:
- Tramway d'Île-de-France (tramvaje Paříž-sever) 1876–1879
- Tramvaje v Nantes 1879–1917
- Železnice v Nogentais 1887–1921
- Tramways suisses (tramvaje v Bernu) 1890 (1894) až 1901[3]
- Tramvaje měst Sèvres a Versailles 1894
- Železnice Arpajonnais 1894–1933
- Tramvaje ve městech Vichy - Cusset 1895–1927
- Tramvaje v Aix-les-Bains 1896
- Tramvaje v La Rochelle 1899
- Tramvaje v Saint-Quentin de 1899–1908 (jiné zdroje udávají zahájení k roku 1901)

Pneumatický pohon našel uplatnění i na mnoha důlních drahách: výhodou oproti spalovacím pohonům bylo například snížení rizika výbuchu metanu. Podle některých zmínek byl pneumatický pohon používán i na některých tramvajových tratích v USA. O využití tohoto pohonu se uvažovalo i v projektech metra v Paříži a v New Yorku, avšak k realizaci nedošlo. V dnešní době, v souvislosti s hledáním alternativních pohonů, se k úvahám o pneumatickém pohonu (avšak pro automobily) vrací například korejská firma PHEV nebo francouzská MDI.